# Хагеман, Фриц
Фриц Хагеман  (Хагман)  ) (нем. Fritz Hagemann; 28 марта 1901 — 14 декабря 1974) — швейцарский борец-вольник чемпион Олимпийских игр 
На Летних Олимпийских играх 1924 года в Париже боролся в весовой категории до 79 килограммов (средний вес). Турнир в вольной борьбе проводился по системе с выбыванием из борьбы за чемпионский титул после поражения, с дальнейшими схватками за второе и третье места. Схватка продолжалась 20 минут и если победитель не выявлялся в это время, назначался дополнительный 6-минутный раунд борьбы в партере. В категории боролись 14 спортсменов. 
| Круг          | Соперник             | Страна         | Результат | Основание | Время схватки |
| ------------- | -------------------- | -------------- | --------- | --------- | ------------- |
| 1             | Роберт Кристофферсон | Дания          | Победа    | Туше      | -             |
| Четвертьфинал | Юсси Пенттиля        | Финляндия      | Победа    | По очкам  | -             |
| Полуфинал     | Ноэль Райс           | Великобритания | Победа    | По очкам  | -             |
| Финал         | Пьер Оливье          | Бельгия        | Победа    | Туше      | -             |